# Alemania en los Juegos Paralímpicos de París 2024
Alemania estuvo representada en los Juegos Paralímpicos de París 2024 por 143 deportistas, 78 hombres y 65 mujeres.

## Medallistas
El equipo paralímpico alemán obtuvo las siguientes medallas:
| Nombre | Deporte                       | Evento                                           |
| --- | ----------------------------- | ------------------------------------------------ |
| Oro |                               |                                                  |
| Markus Rehm | Atletismo                     | Salto de longitud T64 masculino                  |
| Maike Hausberger | Ciclismo en ruta              | Contrarreloj C1-3 femenino                       |
| Maurice Schmidt | Esgrima en silla de ruedas    | Sable individual A masculino                     |
| Elena Krawzow | Natación                      | 100 m braza SB12 femenino                        |
| Tanja Scholz | Natación                      | 150 m estilos SM4 femenino                       |
| Taliso Engel | Natación                      | 100 m braza SB13 masculino                       |
| Josia Topf | Natación                      | 150 m estilos SM3 masculino                      |
| Sandra Mikolaschek | Tenis de mesa                 | Individual WS4 femenino                          |
| Natascha Hiltrop | Tiro                          | Rifle en tres posiciones 50 m SH1 femenino       |
| Natascha Hiltrop | Tiro                          | Rifle de aire en posición tendida 10 m SH1 mixto |
| Plata |                               |                                                  |
| Nele Moos | Atletismo                     | Salto de longitud T38 femenino                   |
| Johannes Floors | Atletismo                     | 400 m T62 masculino                              |
| Niko Kappel | Atletismo                     | Peso F41 masculino                               |
| Michael Teuber | Ciclismo en ruta              | Contrarreloj C1 masculino                        |
| Anna-Lena Niehues | Deportes ecuestres            | Doma individual estilo libre grado IV mixto      |
| Regine Mispelkamp | Deportes ecuestres            | Doma individual grado V mixto                    |
| Regine Mispelkamp | Deportes ecuestres            | Doma individual estilo libre grado V mixto       |
| Gina Böttcher | Natación                      | 50 m espalda S4 femenino                         |
| Tanja Scholz | Natación                      | 50 m libre S4 femenino                           |
| Josia Topf | Natación                      | 50 m espalda S3 masculino                        |
| Thomas Schmidberger | Tenis de mesa                 | Individual MS3 masculino                         |
| Valentin Baus Thomas Schmidberger | Tenis de mesa                 | Dobles MD8 masculino                             |
| Stephanie Grebe Juliane Wolf | Tenis de mesa                 | Dobles WD14 femenino                             |
| Max Gelhaar | Triatlón                      | PTS3 masculino                                   |
| Bronce |                               |                                                  |
| Katrin Müller-Rottgardt | Atletismo                     | 100 m T12 femenino                               |
| Irmgard Bensusan | Atletismo                     | 200 m T64 femenino                               |
| Lindy Ave | Atletismo                     | 400 m T38 femenino                               |
| Felix Streng | Atletismo                     | 100 m T64 masculino                              |
| Thomas Wandschneider | Bádminton                     | Individual WH1 masculino                         |
| Jens-Eike Albrecht Thomas Böhme Alexander Budde Nico Dreimüller Lukas Gloßner Matthias Güntner Jan Haller Aliaksandr Halouski Tobias Hell Julian Lammering Thomas Reier Jan Sadler | Baloncesto en silla de ruedas | Torneo masculino                                 |
| Maike Hausberger | Ciclismo en pista             | 500 m contrarreloj C1-3 femenino                 |
| Thomas Ulbricht | Ciclismo en pista             | 1 km contrarreloj B masculino                    |
| Annika Zeyen-Giles | Ciclismo en ruta              | Contrarreloj H1-3 femenino                       |
| Annika Zeyen-Giles | Ciclismo en ruta              | Contrarreloj H1-4 femenino                       |
| Matthias Schindler | Ciclismo en ruta              | Contrarreloj C3 masculino                        |
| Anna-Lena Niehues | Deportes ecuestres            | Doma individual grado IV mixto                   |
| Heidemarie Dresing | Deportes ecuestres            | Doma individual estilo libre grado II mixto      |
| Anna-Lena Niehues Regine Mispelkamp Heidemarie Dresing | Deportes ecuestres            | Doma por equipos grado I-V mixto                 |
| Lennart Sass | Judo                          | –73 kg J1 masculino                              |
| Mira Jeanne Maack | Natación                      | 100 m espalda S8 femenino                        |
| Josia Topf | Natación                      | 50 m libre S3 masculino                          |
| Maurice Wetekam | Natación                      | 100 m braza SB9 masculino                        |
| Edina Müller | Piragüismo                    | KL1 femenino                                     |
| Anja Adler | Piragüismo                    | KL2 femenino                                     |
| Felicia Laberer | Piragüismo                    | KL3 femenino                                     |
| Jan Helmich Hermine Krumbein | Remo                          | Doble scull PR3Mix2x mixto                       |
| Juliane Wolf | Tenis de mesa                 | Individual WS8 femenino                          |
| Anja Renner | Triatlón                      | PTVI femenino                                    |
| Martin Schulz | Triatlón                      | PTS5 masculino                                   |